# Maia Challenger 2020
Il Maia Challenger 2020, nome ufficiale Maia Open, è stato un torneo maschile di tennis giocato sulla terra rossa indoor. È stata la 6ª edizione del torneo, facente parte della categoria Challenger 80 nell'ambito dell'ATP Challenger Tour 2020. Si è giocato dal 30 novembre al 6 dicembre 2020 al Complexo de Ténis da Maia di Maia, in Portogallo.

## Partecipanti

### Teste di serie
| Nazionalità | Giocatore        | Ranking* | Testa di serie |
| ----------- | ---------------- | -------- | -------------- |
| Spagna      | Pedro Martínez   | 85       | 1              |
| Portogallo  | Pedro Sousa      | 113      | 2              |
| Slovacchia  | Jozef Kovalík    | 131      | 3              |
| Svizzera    | Henri Laaksonen  | 135      | 4              |
| Serbia      | Nikola Milojević | 138      | 5              |
| Italia      | Paolo Lorenzi    | 144      | 6              |
| Italia      | Lorenzo Giustino | 149      | 7              |
| Spagna      | Carlos Taberner  | 152      | 8              |

* Ranking al 23 novembre 2020.

### Altri partecipanti
I seguenti giocatori hanno ricevuto una wild card per il tabellone principale:
- Nuno Borges
- Gastão Elias
- Gonçalo Oliveira

Il seguente giocatore è entrato nel tabellone principale come alternate:
- Geoffrey Blancaneaux

I seguenti giocatori sono passati dalle qualificazioni:
- Duje Ajduković
- Altuğ Çelikbilek
- Maxime Hamou
- Michael Vrbenský

## Punti e montepremi
| Torneo    | Torneo              | V     | F     | SF    | QF    | 2T  | 1T  | Q | Q2  | Q1  |
| Singolare | Punti               | 80    | 48    | 29    | 15    | 7   | 0   | 4 | 1   | 0   |
| Singolare | Premi in denaro (€) | 6 190 | 3 650 | 2 160 | 1 260 | 730 | 450 | – | 225 | 115 |
| Doppio    | Punti               | 80    | 48    | 29    | 15    | –   | 0   | – | –   | –   |
| Doppio    | Premi in denaro (€) | 2 670 | 1 550 | 930   | 550   | –   | 310 | – | –   | –   |

## Campioni

### Singolare
Pedro Sousa ha sconfitto in finale  Carlos Taberner con il punteggio di 6–0, 5–7, 6–2.

### Doppio
Zdeněk Kolář /  Andrea Vavassori hanno sconfitto in finale  Lloyd Glasspool /  Harri Heliövaara con il punteggio di 6–3, 6–4.